# Karátoulas
Karátoulas är en ort i Grekland.   Den ligger i prefekturen Nomós Ileías och regionen Västra Grekland, i den södra delen av landet, 190 km väster om huvudstaden Aten. Karátoulas ligger 61 meter över havet och antalet invånare är 1 004.
Terrängen runt Karátoulas är kuperad norrut, men söderut är den platt. Runt Karátoulas är det ganska tätbefolkat, med 52 invånare per kvadratkilometer. Närmaste större samhälle är Pýrgos, 10,4 km sydväst om Karátoulas. Trakten runt Karátoulas består till största delen av jordbruksmark.